# Ken Purpur
Kenneth Richard Purpur, detto Ken (Grand Forks, 1º marzo 1932 – Rapid City, 5 giugno 2011), è stato un hockeista su ghiaccio statunitense.

## Palmarès

### Olimpiadi invernali
- 1 medaglia:
  - 1 argento (Cortina d'Ampezzo 1956)